# キング 〜Two Hearts
『キング 〜Two Hearts』（더킹2Hearts）は、2012年にMBCにて制作された韓国のテレビドラマ。全20話。

## 概要
王朝の残る現代を舞台に、政略結婚させられた王子と女性将校の愛を描いたテレビドラマ。

## 登場人物
イ・ジェハ
演：イ・スンギ、声：佐藤拓也
大韓民国国王の弟で、兄の死後第4代国王となる。
キム・ハンア
演：ハ・ジウォン、声：本田貴子
北朝鮮の女性将校。
イ・ジェシン
演：イ・ユンジ、声：真壁かずみ
大韓民国王女で、ジェハの妹にあたる。
ウン・シギョン
演：チョ・ジョンソク、声：西健亮
王室近衛隊中隊長を務める男性。
キム・ボング
演：ユン・ジェムン
＜クラブM＞の会長で、王室を狙っている。
イ・ジェガン
演：イ・ソンミン
第3代大韓民国国王。ジェハとハンアの結婚に世間がわく中、静養先で暗殺された。
パン・ヨンソン
演：ユン・ヨジョン
ジェハたち3兄妹の母親にあたる大妃。
ウン・ギュテ
演：イ・スンジェ
王室秘書室長で、シギョンの父。

## 韓国国外での放送

### 日本
日本ではMnet、およびTBSテレビ、BS-TBSなどで放送された。